# Pterolophia jugosa
Pterolophia jugosa es una especie de escarabajo longicornio del género Pterolophia, subfamilia Lamiinae. Fue descrita científicamente por Bates en 1873.
Se distribuye por China, isla de Sajalín, Japón, República de Corea y Rusia. Posee una longitud corporal de 6,5-11,5 milímetros. El período de vuelo de esta especie ocurre únicamente en el mes de julio.
Parte de su alimentación se compone de plantas de las familias Hippocastanaceae, Symplocaceae, Euphorbiaceae, Juglandaceae, Berberidaceae, entre muchas otras.